# Broåsens gravfält

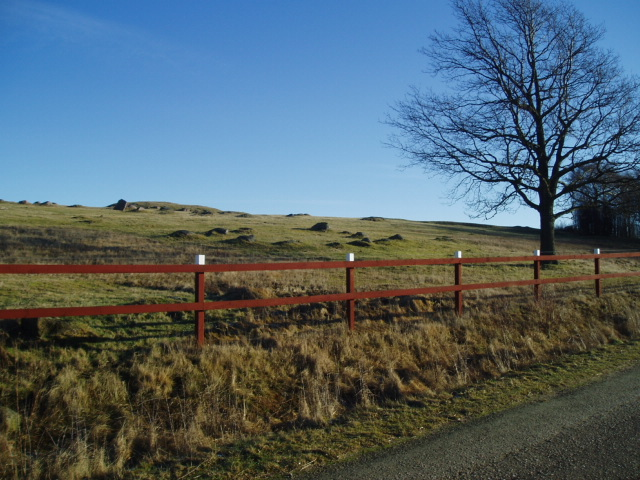
Broåsens gravfält

Broåsens gravfält är ett gravfält i Grimetons socken i Varbergs kommun i Halland.
Gravfältet omfattar ett 60-tal synliga fornlämningar. Det omfattar ett antal olika typer, såsom fem gravhögar, tre långhögar, 20 runda stensättningar, åtta skeppsformiga eller ovala stensättningar, tre treuddar, nio domarringar, en skeppssättning och tre rektangulära eller ovala stenkretsar. Den största domarringen benämns Götriks ring, mäter 20 meter i diameter och består av 13 klumpformade stenar. Även de för västkusten typiska cigarrformade långhögarna finns representerade. Den största är 40 meter lång.
Vid gravfältet har flera exklusiva fynd gjorts: Ett beslag till svärdfäste i förgyllt silver, ett beslag till en svärdsslida av silver med guldinläggningar samt fragment av bägare i glas. Detta tyder på att Grimeton var centralort i ett hövdingadöme som omfattande den omgivande dalen under mellersta järnåldern.
I gravfältets utkast finns en rest sten, benämnd Slommestenen, som är 5,0 meter hög.

## Bilder

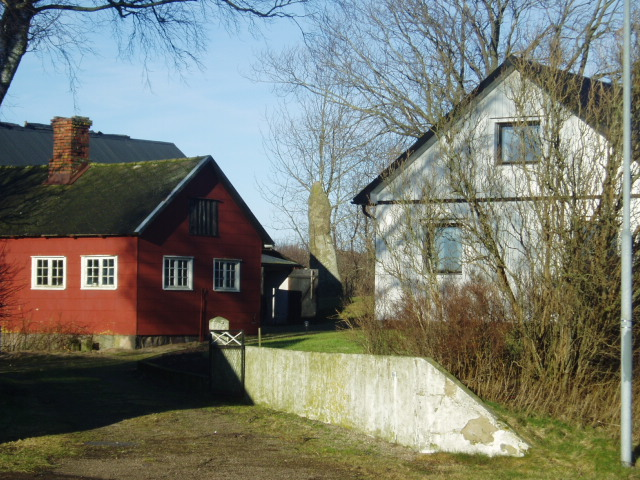
Slommestenen inne på bondgården.
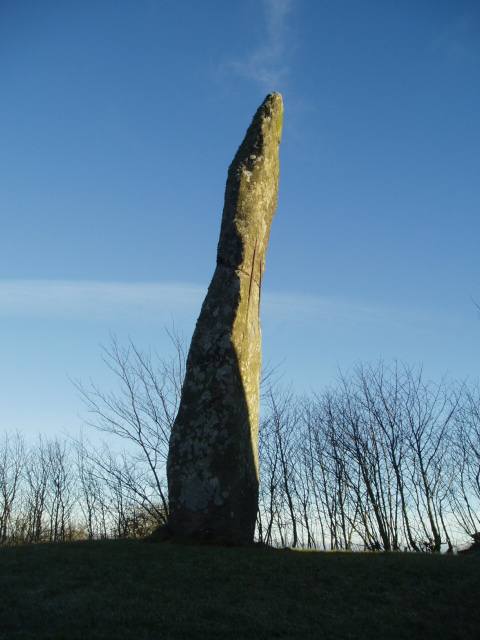
Stenen kallas också Kung Götriks sten.

## Fotnoter
1. ↑  Riksantikvarieämbetet, 3:1.
2. ↑  Riksantikvarieämbetet, 1:1